# Аксёнов, Анатолий Васильевич
Анатолий Васильевич Аксёнов (род. 13 марта 1951, Дзержинск) — советский и украинский горный инженер, директор шахты «Новодзержинская», кандидат технических наук. Заслуженный шахтёр Украины.

## Биография
Анатолий Аксенов родился 13 марта 1951 года в Дзержинске (ныне — Торецк) в семье рабочих. В 1966 году после окончания восьмилетней школы поступил в горное ПТУ № 9 в городе Горловка. После окончания училища в июне 1970 года был принят подземным электрослесарем на подготовительный участок шахты «Торецкая». В 1970—1972 годы — на срочной военной службе в ракетных войсках. С декабря 1972 года в течение 7 лет трудился в очистном забое на участке № 66 (пласт «Пугачёвка») шахты № 11−12 машинистом комбайна, затем забойщиком на участке № 83 (пласт «Кирпичёвка») на шахте «Торецкая».
В эти годы без отрыва от производства учился на заочном отделении Днепропетровского горного института, который окончил в 1980 году, получив диплом горного инженера по специальности «Технология и комплексная механизация подземной разработки».
В 1980—1997 годы трудился на шахте «Торецкая» на инженерно-технических должностях: горным мастером, помощником начальника и начальником добычного участка, начальником смены, заместителем главного инженера по горным работам, главным инженером шахты (1984—1997). С июня 1997 года — директор шахты имени Ф. Э. Дзержинского — одной из самых сложных в центральном районе Донбасса.
С августа 2004 года исполнял обязанности генерального директора предприятия «Дзержинскуголь». В настоящее время — директор шахты «Новодзержинская».
Избирался секретарём парткома (1983), депутатом Торецкого городского совета (1977—1982, с 2002 и с 2010). Ведёт общественную деятельность по защите ветеранов войны, труда и ликвидаторов аварии на ЧАЭС.

## Награды
- Знак «Шахтёрская слава» 3-х степеней.
- Полный кавалер знака «Шахтёрская доблесть»[2].
- звание «Лучший руководитель города» (2004)[3].
- Заслуженный шахтёр Украины (2006)[4].